# Przylądek Gloucester
Przylądek Gloucester (ang. Cape Gloucester, znany też jako Tuluvu) – przylądek na wyspie Nowa Brytania w Papui-Nowej Gwinei.
W latach 1943–1944 na przylądku trwała krwawa bitwa z udziałem wojsk amerykańskich i australijskich i japońskich, będąca częścią operacji Cartwheel.